# أليكسي تيشينكو
أليكسي تيشينكو (الروسية: Тищенко, Алексей Викторович) (مواليد 29 مايو 1984) هو ملاكم روسي، مثّل بلاده في الألعاب الأولمبية الصيفية في دورتي 2004 و2008.

## روابط خارجية
أليكسي تيشينكو على موقع بوكس ريك (الإنجليزية) (registration required)
- أليكسي تيشينكو على موقع أوليمبيديا (الإنجليزية)